# 摆金镇
摆金镇，是中华人民共和国贵州省黔南布依族苗族自治州惠水县下辖的一个乡镇级行政单位。
2014年2月14日，贵州省人民政府批复同意惠水县部分乡镇行政区划调整，新设置的摆金镇辖原摆金镇、鸭绒乡、斗底乡、摆榜乡，镇人民政府驻摆金村。

## 行政区划
摆金镇下辖以下地区：
摆金社区、摆金村、杨茂村、扪摆村、长新村、立新村、单耙村、甲浪村、清水苑村、关山村、马道村、大华村、瓮金村、盘井村、冗拱村、高寨村、甲坝村、石板村、蛮河村、掌满村、斗底村、党古村、旁才村、白龙村、葡所村、花厂村、谷把村、上田村、水冲村、毛栗村和大坪村。